# Jerzewo (przystanek kolejowy)
Jerzewo (biał. Ярэва, ros. Ярево) – przystanek kolejowy w pobliżu miejscowości Jerzewo, w rejonie postawskim, w obwodzie witebskim, na Białorusi. Położony jest na linii Królewszczyzna - Łyntupy.